# Han Bennink
Han Bennink (* 17. dubna 1942 Zaandam) je nizozemský hudebník. Věnuje se free jazzu a avantgardní hudbě, hraje na bubny, perkuse, klarinet, banjo i housle. Je synem bubeníka Reina Benninka a bratrem saxofonisty Petera Benninka.
Od mládí vystupoval s Dexterem Gordonem, Sonny Rollinsem nebo Pietem Noordijkem. V roce 1967 založil s Mishou Mengelbergem a Willemem Breukerem skupinu Instant Composer Pool, která je zaměřena na hudební improvizaci a vydává také desky ve vlastní režii.
Spolupracoval se saxofonisty Evanem Parkerem, Lee Konitzem a Peterem Brötzmannem, kytaristou Derekem Baileym, klavíristkou Irène Schweizerovou i s postpunkovou skupinou The Ex. Byl členem tria Clusone 3. Je také svérázným komikem, který ve svých vystoupeních využívá různých absurdních gagů. Do akustických improvizací často zapojuje různé předměty denní potřeby. Vedle hudby se také věnuje experimentálnímu výtvarnému umění v tradici hnutí Fluxus a navrhuje obaly desek.
V roce 2008 získal rakouské ocenění Hans-Koller-Preis.

## Diskografie
- 1970: Solo
- 1973: Nerve Beats
- 1979: Solo - West/East
- 1982: Tempo Comodo
- 1997: Serpentine
- 2001: Nerve Beats
- 2007: Amplified Trio
- 2009: Parken